# Gorgonop
|  | «Gorgonops» redirigeix aquí. Vegeu-ne altres significats a «Gorgonops (clade de categoria superior)». |

El gorgonop (Gorgonops) (literalment ‘cara de gorgona’) és un gènere extint de teràpsids que va viure fa uns 255-250 milions d'anys, durant l'última part del Permià. Són els representants típics del clade Gorgonopsia, depredadors predominants en aquells dies. La seva grandària superava els quatre metres de longitud i comptaven amb grans canines, així com altres característiques típiques dels seus descendents mamífers. S'ha formulat la hipòtesi que els sinàpsids d'aquest període eren endotèrmics, però no existeixen proves que corroborin aquest fet. Es pensa que la pràctica totalitat dels gorgonòpids, la majoria natius de la regió que avui correspon a Sibèria, van desaparèixer en l'extinció massiva del Permià-Triàsic.
Les espècies del gènere Gorgonops foren uns representants de grandària mitjana-gran dins el seu grup. El seu crani aconseguia una longitud d'entre vint i trenta-cinc centímetres, depenent de l'espècie. Mesuraven entre 2 i 2,5 metres de longitud des del musell a l'extrem de la cua. Les seves potes eren llargues i rectes, i li permetien desplaçar-se amb rapidesa. Estaven armats amb llargues dents canines d'uns 12 centímetres de longitud (dents de sabre). També comptaven amb músculs i ossos forts, que, units a les anteriors característiques, convertien el Gorgonops en un poderós depredador.
L'holotip Gorgonops torvus, va ser un dels primers teràpsids descrits per Richard Owen, en 1876. Aquesta espècie també va ser el tipus pel qual Richard Lydekker va definir la família Gorgonopidae en 1890. Cinc anys després, en 1895, Harry Govier Seeley va usar aquest gènere per establir el grup íntegrament. En els últims anys, han estat descrites un gran nombre d'espècies i gèneres, però finalment alguns d'ells foren considerats sinònims.

## Taxonomia
Segons Sigogneau-Russell (1989) :
- Gorgonops torvus (Owen, 1876)
- Gorgonops longifrons (Haughton 1915)
- Gorgonops whaitsi (Broom, 1912)
- Gorgonops? dixeyi (Haughton, 1926)
- Gorgonops? kaiseri (Broili i Schroeder, 1934)[1]
- Gorgonops? eupachygnathus (Watson, 1921)